# Liste der Naturdenkmale in Soest
Die Liste der Naturdenkmale in Soest nennt die Naturdenkmale in Soest im Kreis Soest in Nordrhein-Westfalen.

## Naturdenkmale
| Nummer   | Bezeichnung                                  | Gemarkung     | Lage                                                                   | Bemerkung | Bild                                         |
| -------- | -------------------------------------------- | ------------- | ---------------------------------------------------------------------- | --------- | -------------------------------------------- |
| 10.001   | 1 Ginkgo                                     | Soest         | Walburgerstraße 14 (51° 34′ 26,8″ N, 8° 6′ 28,2″ O)                    |           | Naturdenkmal Ginkgo-Baum mit jungem Waldkauz |
| 10.002   | 1 Blutbuche                                  | Soest         | Jakobistraße 13 (51° 34′ 11,6″ N, 8° 6′ 24,7″ O)                       |           |                                              |
| 10.003   | 1 Linde                                      | Soest         | Paulistraße 6 (51° 34′ 10,2″ N, 8° 6′ 20,6″ O)                         |           |                                              |
| 10.004   | 1 Platane                                    | Soest         | Theodor Heuß Park (51° 34′ 24,9″ N, 8° 6′ 29″ O)                       |           |                                              |
| 10.005   | 1 Blutbuche                                  | Soest         | Theodor Heuß Park (51° 34′ 23,6″ N, 8° 6′ 27,7″ O)                     |           |                                              |
| 10.006   | 1 Platane                                    | Soest         | Auf der Borg 16–18 (51° 34′ 2,7″ N, 8° 6′ 36,1″ O)                     |           |                                              |
| 10.007   | 1 Platane                                    | Soest         | Roßkampfgasse 6 ()                                                     |           |                                              |
| 10.008   | 1 Blutbuche                                  | Soest         | Roßkampfgasse 6 (51° 34′ 18″ N, 8° 6′ 7,9″ O)                          |           |                                              |
| 10.009   | 1 Platane                                    | Soest         | Steingraben / Daelengasse (51° 34′ 12,6″ N, 8° 6′ 5,4″ O)              |           |                                              |
| 10.010   | 1 Kastanie                                   | Soest         | Steingraben ()                                                         |           |                                              |
| 10.011   | 1 Blutbuche                                  | Soest         | Steingraben ()                                                         |           |                                              |
| 10.017   | 1 Buche                                      | Soest         | Jüdischer Friedhof Nottebohmweg (51° 34′ 25,2″ N, 8° 7′ 23,3″ O)       |           |                                              |
| 10.018   | 1 Buche                                      | Soest         | hinter Haus Thomästraße 54a (51° 34′ 12,7″ N, 8° 6′ 45,4″ O)           |           |                                              |
| 10.019   | 1 Esche                                      | Soest         | Dasselwall am Hotel an der Stadthalle (51° 33′ 54,7″ N, 8° 6′ 16,4″ O) |           |                                              |
| 10.020   | 1 Buche                                      | Soest         | Westenhellweg 25 (51° 33′ 58,9″ N, 8° 5′ 44,5″ O)                      |           |                                              |
| 10.021   | 1 Buche                                      | Soest         | Nöttentor 3 (51° 34′ 20,6″ N, 8° 5′ 58,2″ O)                           |           |                                              |
| A-So-001 | 1 Linde südl. Baumfeldweg                    | Katrop        | südlich Baumfeldweg (51° 36′ 23,7″ N, 8° 5′ 29,5″ O)                   |           |                                              |
| A-So-002 | 4 Eichen entlang der Hammer Landstr. (L 670) | Hattropholsen | entlang der Hammer Landstr. (L 670) (51° 35′ 24,2″ N, 8° 4′ 41,5″ O)   |           |                                              |
| A-So-002 | 1 Sommerlinde Am Kortmannshof                | Deiringsen    | Am Kortmannshof (51° 32′ 32,4″ N, 8° 5′ 22,4″ O)                       |           |                                              |